# Bază ortonormată
În algebra liniară, o bază ortonormată a unui spațiu euclidian V de dimensiune n peste {\displaystyle \mathbb {R} } este o bază algebrică {\displaystyle B=\{e_{1},e_{2},\cdots ,e_{n}\}} cu toți vectorii având norma unitară și oricare doi vectori distincți ortogonali:
{\displaystyle <e_{i},e_{j}>={\begin{cases}0,\;\;i\neq j\\1,\;\;i=j\end{cases}}}
Există următoarea:
Teoremă: În orice spațiu euclidian există o bază ortonormată.

## Avantajele utilizării bazelor ortonormate
- Calculul componentelor unui vector {\displaystyle \mathbf {x} \in V} într-o bază ortonormată se face simplu, cu ajutorul produsului scalar și nu prin rezolvarea unui sistem de ecuații liniare.
- Într-un spațiu euclidian n-dimensional dotat cu o bază ortonormată, formulele de calcul pentru produsul scalar dintre doi vectori și norma unui vector au aceeași formă cu cele din {\displaystyle \mathbb {R} ^{n}.}
- Matricea de trecere între două baze ortonormate este o matrice ortogonală, adică o matrice a cărei inversă este egală cu transpusa sa.

Propoziție.
Fie V un spațiu euclidian de dimensiune n peste {\displaystyle \mathbb {R} } și {\displaystyle B=\{e_{1},e_{2},\cdots ,e_{n}\}} o bază ortonormată a sa.
Atunci dacă vectorul {\displaystyle x\in V} are în baza ortonormată B scrierea
{\displaystyle \mathbf {x} =\alpha _{1}\mathbf {e} _{1}+\alpha _{2}\mathbf {e} _{2}+\cdots +\alpha _{n}\mathbf {e} _{n},}
atunci componentele sale în această bază sunt date de formulele:
{\displaystyle \alpha _{j}=<\mathbf {x} ,\mathbf {e} _{j}>,\;\;\forall \;j=1,2,\cdots ,n.}
Prin urmare, orice vector {\displaystyle x\in V} are în baza ortonormată {\displaystyle B=\{e_{1},e_{2},\cdots ,e_{n}\}} scrierea:
{\displaystyle \mathbf {x} =<\mathbf {x} ,\mathbf {e} _{1}>\mathbf {e} _{1}+<\mathbf {x} ,\mathbf {e} _{2}>\mathbf {e} _{2}+\cdots +<\mathbf {x} ,\mathbf {e} _{n}>\mathbf {e} _{n}.}

## Matricea de trecere dintre două baze ortonormate
Fie C o matrice cu n linii și n coloane cu elemente reale.
Definiție.
O matrice {\displaystyle C\in \mathbb {M} _{n,n}(\mathbb {R} )} se numește matrice ortogonală dacă:
{\displaystyle C\cdot C^{T}=C^{T}\cdot C=I_{n}.}
Din definiție rezultă că o matrice ortogonală C este inversabilă și {\displaystyle C^{-1}=C^{T}.}

Propoziție.
Fie V un spațiu euclidian de dimensiune n peste {\displaystyle \mathbb {R} ,\;\;B=\{e_{1},e_{2},\cdots ,e_{n}\}} o bază ortonormată a sa și {\displaystyle B'=\{f_{1},f_{2},\cdots ,f_{n}\}} o altă bază a lui V, iar C matricea de trecere de la baza {\displaystyle B} la baza {\displaystyle B'.}
Următoarele afirmații sunt echivalente:
1. Baza {\displaystyle B'} este ortonormată.
2. Matricea C este o matrice ortogonală.